# كأس أوروبا 1974–75
كأس أوروبا 1974-75 هو الموسم العشرون من بطولة دوري أبطال أوروبا. فاز فريق بايرن ميونيخ بهذه البطولة بعد أن تغلب على فريق ليدز يونايتد بنتيجة 2-0. أقيمت المبارة النهائية بين الفريقين في مدينة باريس بتاريخ 28 مايو من عام 1975.

## الرسم البياني
قالب:ZTeamBracket-2legs-except final

## الدور الأول (دور الـ 32)
| الفريق الأول           | إجم.        | الفريق الثاني      | مباراة الذهاب | مباراة الإياب |
| ---------------------- | ----------- | ------------------ | ------------- | ------------- |
| فيدوفري                | 1–2         | رتش شوروزو         | 0–0           | 1–2           |
| جينيس إيسش             | 2–5         | نادي فنربخشة       | 2–3           | 0–2           |
| هايدوك سبليت           | 9–1         | نادي كيفلافيك      | 7–1           | 2–0           |
| نادي سانت إتيان        | 3–1         | سبورتينغ لشبونة    | 2–0           | 1–1           |
| بايرن ميونخ            | إعفاء       |                    | –             | –             |
| نادي ماغديبورغ         | إعفاء       |                    | –             | –             |
| كورك سيلتيك            | (ت/أ)1      | نادي أومونيا       | –             | –             |
| نادي فيكينغ            | 2–6         | أرارات يريفان      | 0–2           | 2–4           |
| ليفسكي صوفيا           | 1–7         | نادي أويبست        | 0–3           | 1–4           |
| ليدز يونايتد           | 5–3         | نادي زيورخ         | 4–1           | 1–2           |
| نادي سلوفان براتيسلافا | 5–5 (ق.خ.د) | نادي رويال أندرلخت | 4–2           | 1–3           |
| نادي سلتيك             | 1–3         | نادي أولمبياكوس    | 1–1           | 0–2           |
| فاينورد                | 11–1        | نادي كوليرين       | 7–0           | 4–1           |
| نادي لينز              | 0–5         | نادي برشلونة       | 0–0           | 0–5           |
| نادي فاليتا            | 2–4         | نادي هلسنكي        | 1–0           | 1–4           |
| يونيفرسيتاتيا كرايوفا  | 3–4         | أتفدابيرجس         | 2–1           | 1–3           |

1 انسحب نادي أمونيا من البطولة بسبب الأوضاع السياسية في قبرص.

### مباريات الذهاب
| فيدوفري | 0–0   | رتش شوروزو |
| ------- | ----- | ---------- |
|         | تقرير |            |

| جينيس إيسش                             | 2–3   | نادي فنربخشة                                             |
| -------------------------------------- | ----- | -------------------------------------------------------- |
| ليونارد موند 56' · روبيرت جوالياني 76' | تقرير | أوسمان أرباكيغلو 22' · سيميل توران 48' · إندير كونسا 72' |

| هايدوك سبليت                                                                                               | 7–1   | نادي كيفلافيك       |
| --- | ----- | ------------------- |
| سلافيسا زونغول 2'، 64' · يوريكا يركوفيتش 16'، 52' · إيفان بوليان 22' · إيفيكا سورياك 41' · زيلكو مياتش 77' | تقرير | ستينير جوهانسون 62' |

| نادي سانت إتيان                      | 2–0   | سبورتينغ لشبونة |
| ------------------------------------ | ----- | --------------- |
| هيرفي ريفيلي 15' · جورجيس بيريتا 58' | تقرير |                 |

| نادي فيكينغ | 0–2   | أرارات يريفان            |
| ----------- | ----- | ------------------------ |
|             | تقرير | إدوارد ماركاروف 51'، 81' |

| ليفسكي صوفيا | 0–3   | نادي أويبست                                          |
| ------------ | ----- | ---------------------------------------------------- |
|              | تقرير | جوزيف هورفاث 28' · فرينيك بيني 58' · أنتال دوناي 76' |

| ليدز                                                           | 4–1   | نادي زيورخ       |
| -------------------------------------------------------------- | ----- | ---------------- |
| ألان كلارك 15'، 42' · بيتير لوريمير 25' (ض.ج) · جوي جوردان 48' | تقرير | إيليا كاتيتش 89' |

| نادي سلوفان براتيسلافا                                     | 4–2   | نادي رويال أندرلخت                |
| ---------------------------------------------------------- | ----- | --------------------------------- |
| يوراج نوفوتني 1' · ماريان ماسني 32'، 44' · يان زفيهليك 63' | تقرير | لودو كيوك 48' · باول فان همست 70' |

| نادي سلتيك      | 1–1   | نادي أولمبياكوس    |
| --------------- | ----- | ------------------ |
| بأول ويلسون 80' | تقرير | بيتير بيرسيديس 16' |

| فاينورد                                                                                      | 7–0   | نادي كوليرين |
| -------------------------------------------------------------------------------------------- | ----- | ------------ |
| ليكس سكوينماكر 23' · ويلهيلم كريوز 27'، 82'، 86' · ويم فان هانيغيم 35'، 54' · بيتير ريسل 60' | تقرير |              |

| نادي لينز | 0–0   | نادي برشلونة |
| --------- | ----- | ------------ |
|           | تقرير |              |

| نادي فاليتا      | 1–0   | نادي هلسنكي |
| ---------------- | ----- | ----------- |
| فينسينت ماغرو 6' | تقرير |             |

| يونيفرسيتاتيا كرايوفا         | 2–1   | أتفدابيرجس    |
| ----------------------------- | ----- | ------------- |
| آون أوبليمينكو 15'، 50' (ض.ج) | تقرير | بو أغوستون 6' |

### مباريات الإياب
| رتش شوروزو              | 2–1   | فيدوفري             |
| ----------------------- | ----- | ------------------- |
| برونيسلاو بولا 34'، 63' | تقرير | بيرغير بيديرسون 55' |

ريش شوروزو فاز 2–1 في المجموع.
| نادي فنربخشة                          | 2–0   | جينيس إيسش |
| ------------------------------------- | ----- | ---------- |
| سيميل توران 31' (ض.ج) · يلماز سين 69' | تقرير |            |

فنربخشة فاز 5–2 في المجموع.
| نادي كيفلافيك | 0–2   | هايدوك سبليت                       |
| ------------- | ----- | ---------------------------------- |
|               | تقرير | فيلسون دزوني 4' · زيليكو مياتش 52' |

هايدوك سبليت فاز 9–1 في المجموع.
| سبورتينغ لشبونة    | 1–1   | نادي سانت إتيان  |
| ------------------ | ----- | ---------------- |
| هيكتور يازالدي 38' | تقرير | هيرفي ريفيلي 22' |

سانت ايتيان فاز 3–1 في المجموع.
| أرارات يريفان                                        | 4–2   | نادي فيكينغ                          |
| ---------------------------------------------------- | ----- | ------------------------------------ |
| إدوارد ماركاروف 29'، 50'، 59' · سيرجي نيكولوفيتش 83' | تقرير | أولاف نيلسين 41' · غونار بيرلاند 42' |

أرارات يريفان فاز 6–2 في المجموع.
| نادي أويبست                                 | 4–1   | ليفسكي صوفيا    |
| ------------------------------------------- | ----- | --------------- |
| فرينيك بيني 13'، 70' · أنتال دوناي 58'، 65' | تقرير | فوين فوينوف 19' |

أوبست فاز 7–1 في المجموع.
| نادي زيورخ                                 | 2–1   | ليدز يونايتد   |
| ------------------------------------------ | ----- | -------------- |
| إيليا كاتيتش 37' · إرنت روتسكمان 42' (ض.ج) | تقرير | ألان كلارك 36' |

ليدز فاز 5–3 في المجموع.
| نادي رويال أندرلخت                               | 3–1   | نادي سلوفان براتيسلافا |
| ------------------------------------------------ | ----- | ---------------------- |
| باول فان همست 10' · لودو كيوك 12' · جان ثيسن 89' | تقرير | ماريان ماسني 54'       |

فاز أندرلخت 5-5 في المجموع بفضل قانون الأهداف خارج الديار.
| نادي أولمبياكوس                | 2–0   | نادي سلتيك |
| ------------------------------ | ----- | ---------- |
| كريتيكولوس 2' · ستافربولوس 24' | تقرير |            |

أولمبياكوس فاز 3–1 في المجموع.
| نادي كوليرين     | 1–4   | فاينورد                                                |
| ---------------- | ----- | ------------------------------------------------------ |
| ألان سيمبسون 65' | تقرير | ليكس سكوينماكر 27'، 44'، 66' (ض.ج) · ويلهيلم كريوز 56' |

فينورد فاز 11–1 في المجموع.
| نادي برشلونة                                                                                            | 5–0   | نادي لينز |
| --- | ----- | --------- |
| خوان مانويل أسينسي 22' · مانويل كلاريس 30'، 33' · خوان كارلوس بيريز لوبيز 50' · كارلوس ريكساش 76' (ض.ج) | تقرير |           |

برشلونة فاز 5–0 في المجموع.
| نادي هلسنكي                                                              | 4–1   | نادي فاليتا       |
| ------------------------------------------------------------------------ | ----- | ----------------- |
| تيمو راجا 8' · ماركو بيلتونيمي 17' · هانو هيميلتين 37' · هنري فورسيل 81' | تقرير | أنثوني جيجليو 89' |

هلسنكي فاز 4–2 في المجموع.
| أتفدابيرجس                                                          | 3–1   | يونيفرسيتاتيا كرايوفا |
| ------------------------------------------------------------------- | ----- | --------------------- |
| لارس غوران أندرسون 19' · ريني ألمكفيست 29' · فيني واليندر 87' (ض.ج) | تقرير | دارغو برادين 40'      |

أتفدابيرجس فاز 4–3 في المجموع.

## الدور الثاني (دور الـ 16)
| الفريق الأول       | إجم. | الفريق الثاني   | مباراة الذهاب | مباراة الإياب |
| ------------------ | ---- | --------------- | ------------- | ------------- |
| رتش شوروزو         | 4–1  | نادي فنربخشة    | 2–1           | 2–0           |
| هايدوك سبليت       | 5–6  | نادي سانت إتيان | 4–1           | 1–5           |
| بايرن ميونخ        | 5–3  | نادي ماغديبورغ  | 3–2           | 2–1           |
| كورك سيلتيك        | 1–7  | أرارات يريفان   | 1–2           | 0–5           |
| نادي أويبست        | 1–5  | ليدز يونايتد    | 1–2           | 0–3           |
| نادي رويال أندرلخت | 5–4  | نادي أولمبياكوس | 5–1           | 0–3           |
| فاينورد            | 0–3  | نادي برشلونة    | 0–0           | 0–3           |
| نادي هلسنكي        | 0–4  | أتفدابيرجس      | 0–3           | 0–1           |

### مباريات الذهاب
| رتش شوروزو                          | 2–1   | نادي فنربخشة       |
| ----------------------------------- | ----- | ------------------ |
| جوزيف كوبيكيرا 46' · يان بينيغر 61' | تقرير | نيازي غولسيفين 38' |

| هايدوك سبليت                                                     | 4–1   | نادي سانت إتيان  |
| ---------------------------------------------------------------- | ----- | ---------------- |
| يوريكا يركوفيتش 29'، 65' · سلافيسا زونغول 57' · زيليكو مياتش 81' | تقرير | هيرفي ريفيلي 35' |

| بايرن ميونخ                                | 3–2   | نادي ماغديبورغ                                 |
| ------------------------------------------ | ----- | ---------------------------------------------- |
| غيرد مولر 51' (ض.ج)، 63' · كلاوس ووندر 69' | تقرير | جوني هينسين 1' (هدف في مرماه) · سباروارسين 44' |

| كورك سيلتيك       | 1–2   | أرارات يريفان                         |
| ----------------- | ----- | ------------------------------------- |
| بوبي تامبلينغ 90' | تقرير | زانازانيان 25' · نيكولاي غازاريان 65' |

| نادي أويبست             | 1–2   | ليدز يونايتد                        |
| ----------------------- | ----- | ----------------------------------- |
| لازلو فازيكاس 19' (ض.ج) | تقرير | بيتير لوريمير 7' · غوردون مكوين 22' |

| نادي رويال أندرلخت                                                                       | 5–1   | نادي أولمبياكوس        |
| ---------------------------------------------------------------------------------------- | ----- | ---------------------- |
| روب رينسينبرينك 23'، 33' (ض.ج)، 59' (ض.ج) · فرانسوا فان در إلست 25' · أتيلا لادينسكي 70' | تقرير | ميلتون فييرا 28' (ض.ج) |

| فاينورد | 0–0   | نادي برشلونة |
| ------- | ----- | ------------ |
|         | تقرير |              |

| نادي هلسنكي | 0–3   | أتفدابيرجس                               |
| ----------- | ----- | ---------------------------------------- |
|             | تقرير | ريني ألمكفيست 15'، 75' · بو هالسبيرغ 65' |

### مباريات الإياب
| نادي فنربخشة | 0–2   | رتش شوروزو                         |
| ------------ | ----- | ---------------------------------- |
|              | تقرير | جوزيف كوبكيرا 16' · يان بينيغر 42' |

رتش شوروزو فاز 4–1 في المجموع.
| نادي سانت إتيان                                                                               | 5 – 1 (و.إ) | هايدوك سبليت       |
| --------------------------------------------------------------------------------------------- | ----------- | ------------------ |
| جيان مايكل لاركي 36' · دومينيكي باثيناي 61' · جورجيس بيريتا 71' (ض.ج) · ترينتافيلوس 82'، 104' | تقرير       | ميكون جوفانيتش 60' |

سانت إتيان فاز 6–5 في المجموع.
| نادي ماغديبورغ      | 1–2   | بايرن ميونخ        |
| ------------------- | ----- | ------------------ |
| يورغين سبارواسر 56' | تقرير | غيرد مولر 22'، 55' |

بايرن ميونخ فاز 5–3 في المجموع.
| أرارات يريفان                                                                       | 5–0   | كورك سيلتيك |
| ----------------------------------------------------------------------------------- | ----- | ----------- |
| سيرجي بوغوسيان 29'، 67' · زانازانيان 54' · ليفون إشتويان 62' · أركادي أندريسيان 74' | تقرير |             |

أرارات يريفان فاز 7–1 في المجموع.
| ليدز                                                 | 3–0   | نادي أويبست |
| ---------------------------------------------------- | ----- | ----------- |
| غوردون مكوين 28' · بيلي بريمنير 46' · تيري يوراث 65' | تقرير |             |

ليدز يونايتد فاز 5–1 في المجموع.
| نادي أولمبياكوس            | 3–0   | نادي رويال أندرلخت |
| -------------------------- | ----- | ------------------ |
| مايك غالاكوس 18'، 68'، 82' | تقرير |                    |

أندرلخت فاز 5–4 في المجموع.
| نادي برشلونة                | 3–0   | فاينورد |
| --------------------------- | ----- | ------- |
| كارلوس ريكساش 33'، 39'، 70' | تقرير |         |

برشلونة فاز 3–0 في المجموع.
| أتفدابيرجس        | 1–0   | نادي هلسنكي |
| ----------------- | ----- | ----------- |
| ريني ألمكفيست 90' | تقرير |             |

أتفدابيرجس فاز 4–0 في المجموع.

## ربع النهائي
| الفريق الأول | إجم. | الفريق الثاني      | مباراة الذهاب | مباراة الإياب |
| ------------ | ---- | ------------------ | ------------- | ------------- |
| رتش شوروزو   | 3–4  | نادي سانت إتيان    | 3–2           | 0–2           |
| بايرن ميونخ  | 2–1  | أرارات يريفان      | 2–0           | 0–1           |
| ليدز         | 4–0  | نادي رويال أندرلخت | 3–0           | 1–0           |
| نادي برشلونة | 5–0  | أتفدابيرجس         | 2–0           | 3–0           |

### مباريات الذهاب
| رتش شوروزو                                                     | 3–2   | نادي سانت إتيان                       |
| -------------------------------------------------------------- | ----- | ------------------------------------- |
| زيغمونت ماسيزيك 9' · يان بينيغر 36' · برونيسلاف بولا 46' (ض.ج) | تقرير | يان مايكل لاركي 64' · ترينتافيلوس 84' |

| بايرن ميونخ                          | 2–0   | أرارات يريفان |
| ------------------------------------ | ----- | ------------- |
| أولي هونيس 78' · كوني تورستينسون 83' | تقرير |               |

| ليدز يونايتد                                         | 3–0   | نادي رويال أندرلخت |
| ---------------------------------------------------- | ----- | ------------------ |
| جوي جوردان 10' · غوردون مكوين 42' · بيتير لوريمر 89' | تقرير |                    |

| نادي برشلونة                          | 2–0   | أتفدابيرجس |
| ------------------------------------- | ----- | ---------- |
| مارينهو بيريس 42' · مانويل كلاريس 81' | تقرير |            |

### مباريات الإياب
| نادي سانت إتيان                            | 2–0   | رتش شوروزو |
| ------------------------------------------ | ----- | ---------- |
| جيرارد يانفيون 3' · هيرفي ريفيلي 84' (ض.ج) | تقرير |            |

سانت إتيان فاز 4–3 في المجموع.
| أرارات يريفان       | 1–0   | بايرن ميونخ |
| ------------------- | ----- | ----------- |
| أركادي أندرسيان 35' | تقرير |             |

بايرن ميونخ فاز 2–1 في املجموع.
| نادي رويال أندرلخت | 0–1   | ليدز يونايتد     |
| ------------------ | ----- | ---------------- |
|                    | تقرير | بيلي بريمنير 74' |

ليدز يونايتد فاز 4–0 في المجموع.
| أتفدابيرجس | 0–3   | نادي برشلونة                                                               |
| ---------- | ----- | -------------------------------------------------------------------------- |
|            | تقرير | يان أولسون 28' (هدف في مرماه) · خوان مانويل أسينسي 60' · يوهان نيسكينز 70' |

برشلونة فاز 5–0 في المجموع.

## نصف النهائي
| الفريق الأول    | إجم. | الفريق الثاني | مباراة الذهاب | مباراة الإياب |
| --------------- | ---- | ------------- | ------------- | ------------- |
| نادي سانت إتيان | 0–2  | بايرن ميونخ   | 0–0           | 0–2           |
| ليدز يونايتد    | 3–2  | نادي برشلونة  | 2–1           | 1–1           |

### مباريات الذهاب
| نادي سانت إتيان | 0–0   | بايرن ميونخ |
| --------------- | ----- | ----------- |
|                 | تقرير |             |

| ليدز                             | 2–1   | نادي برشلونة           |
| -------------------------------- | ----- | ---------------------- |
| بيلي بريمنير 9' · ألان كلارك 78' | تقرير | خوان مانويل أسينسي 66' |

### مباريات الإياب
| بايرن ميونخ                             | 2–0   | نادي سانت إتيان |
| --------------------------------------- | ----- | --------------- |
| فرانتس بكنباور 2' · بريند دومبيرغير 70' | تقرير |                 |

بايرن ميونخ فاز 2–0 في المجموع.
| نادي برشلونة      | 1–1   | ليدز يونايتد    |
| ----------------- | ----- | --------------- |
| مانويل كلاريس 69' | تقرير | بيتير لوريمر 7' |

ليدز يونايتد فاز 3–2 في المجموع.

## النهائي
| بايرن ميونخ                   | 2–0              | ليدز يونايتد |
| ----------------------------- | ---------------- | ------------ |
| فرانز روث 71' · غيرد مولر 81' | تقرير ماتش سينتر |              |

## قائمة الهدافين
| المركز | الإسم           | النادي          | الأهداف |
| ------ | --------------- | --------------- | ------- |
| 1      | إدوارد ماركاروف | أرارات يريفان   | 5       |
| 1      | غيرد مولر       | بايرن ميونخ     | 5       |
| 3      | ريني ألمكفيست   | أتفدابيرجس      | 4       |
| 3      | مانويل كلاريس   | نادي برشلونة    | 4       |
| 3      | ألان كلارك      | ليدز يونايتد    | 4       |
| 3      | يوريكا يركوفيتش | هايدوك سبليت    | 4       |
| 3      | ويلهيلم كريوز   | فاينورد         | 4       |
| 3      | بيتير لوريمر    | ليدز يونايتد    | 4       |
| 3      | هيرفي ريفيلي    | نادي سانت إتيان | 4       |
| 3      | كارلوس ريكساش   | نادي برشلونة    | 4       |
| 3      | ليكس سكوينماكر  | فاينورد         | 4       |